# Elisa Molinarolo
Elisa Molinarolo (Verona, 29 de enero de 1994) es una deportista de Italia que compite en atletismo. Fue campeona nacional de su país en cinco ocasiones (2017, 2020, 2021, 2022 y 2024), en la prueba de salto con pértiga. Participó en los Juegos Olímpicos de Tokio 2020.